# August Kirstein
August Kirstein (* 21. August 1856 in Cosel, Provinz Schlesien; † 7. Juni 1939 in Wien) war ein preußisch-österreichischer Architekt und Wiener Dombaumeister.

## Leben

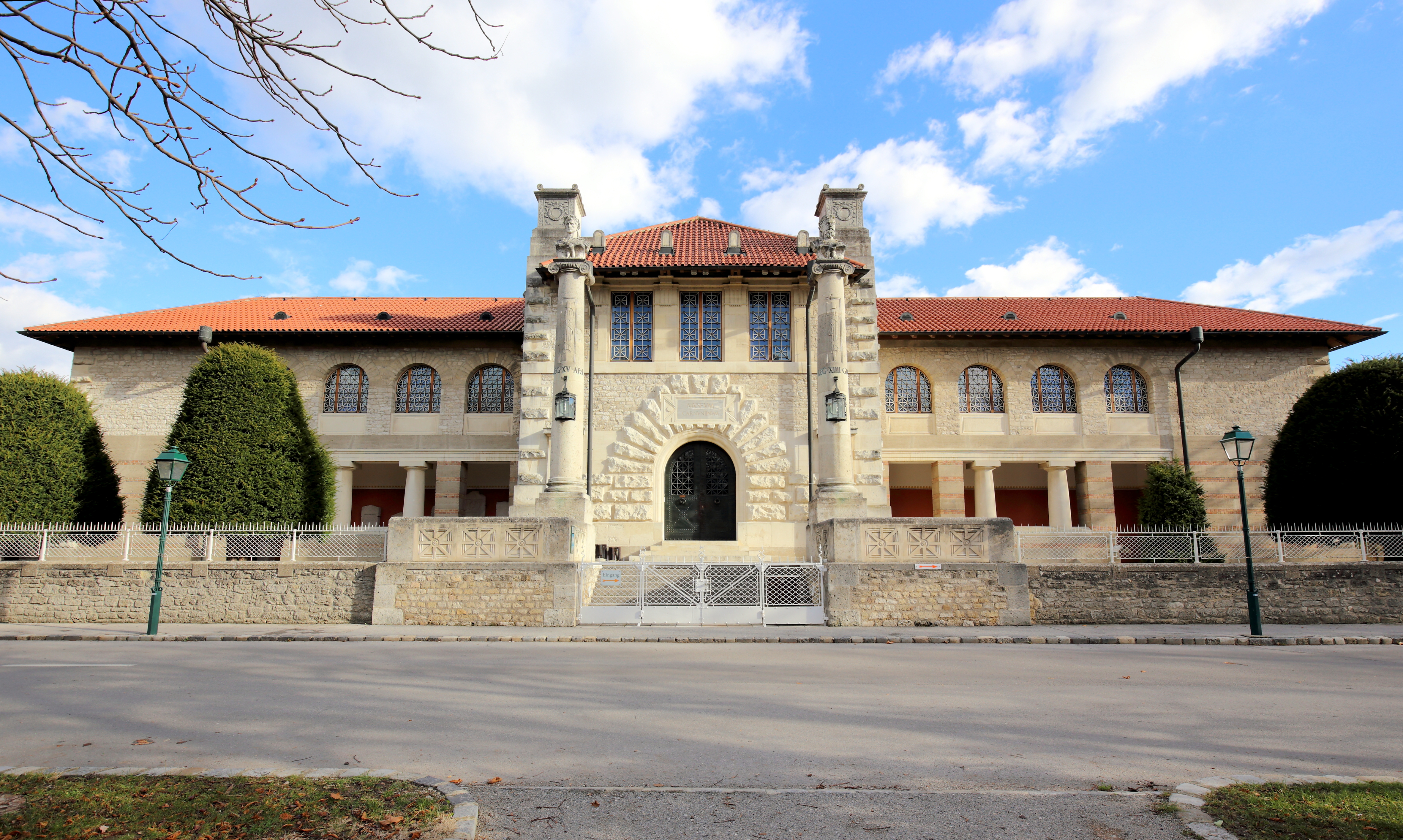
Römermuseum in Bad Deutsch-Altenburg (1901–1904)

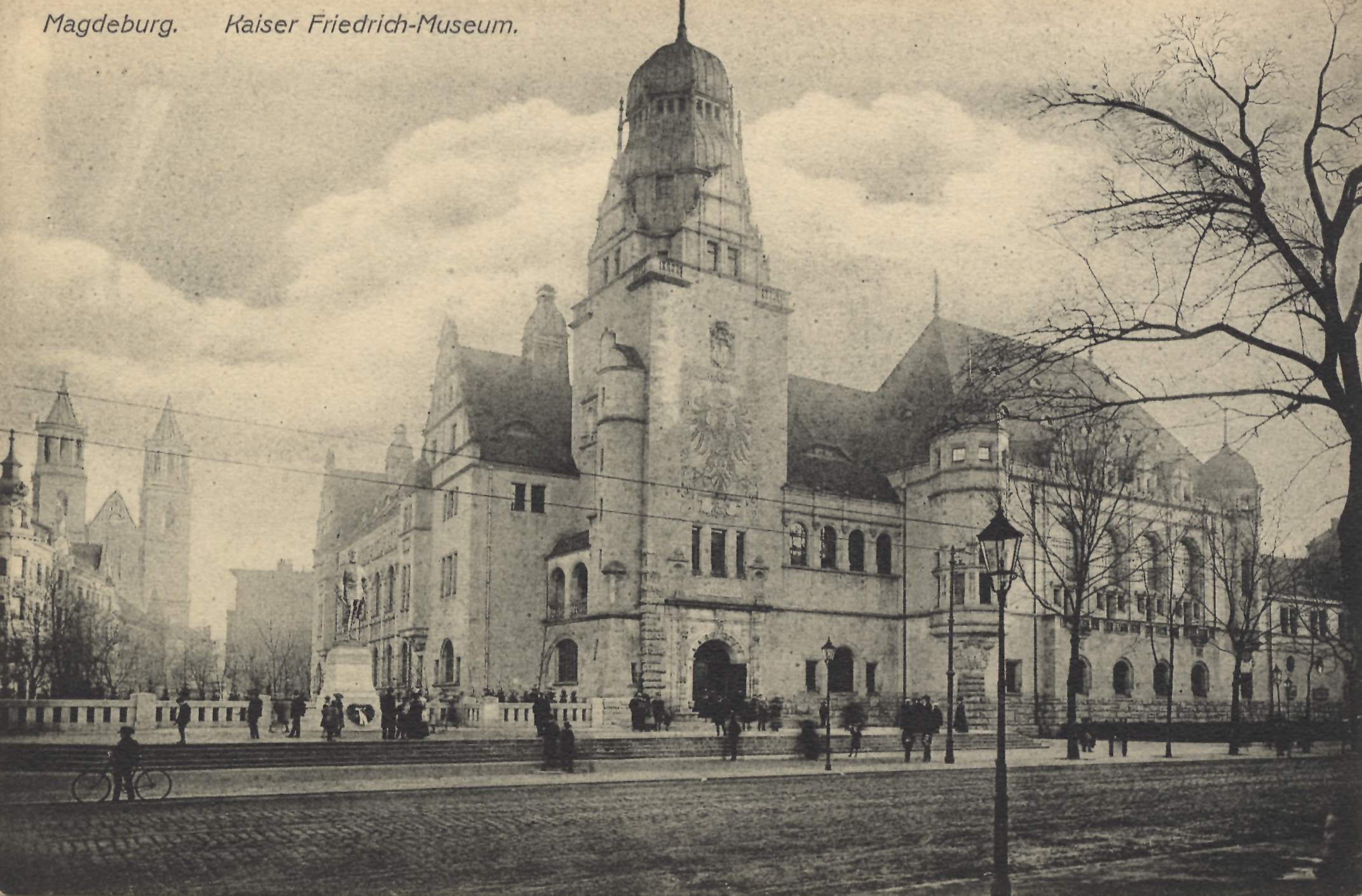
Kaiser-Friedrich-Museum in Magdeburg

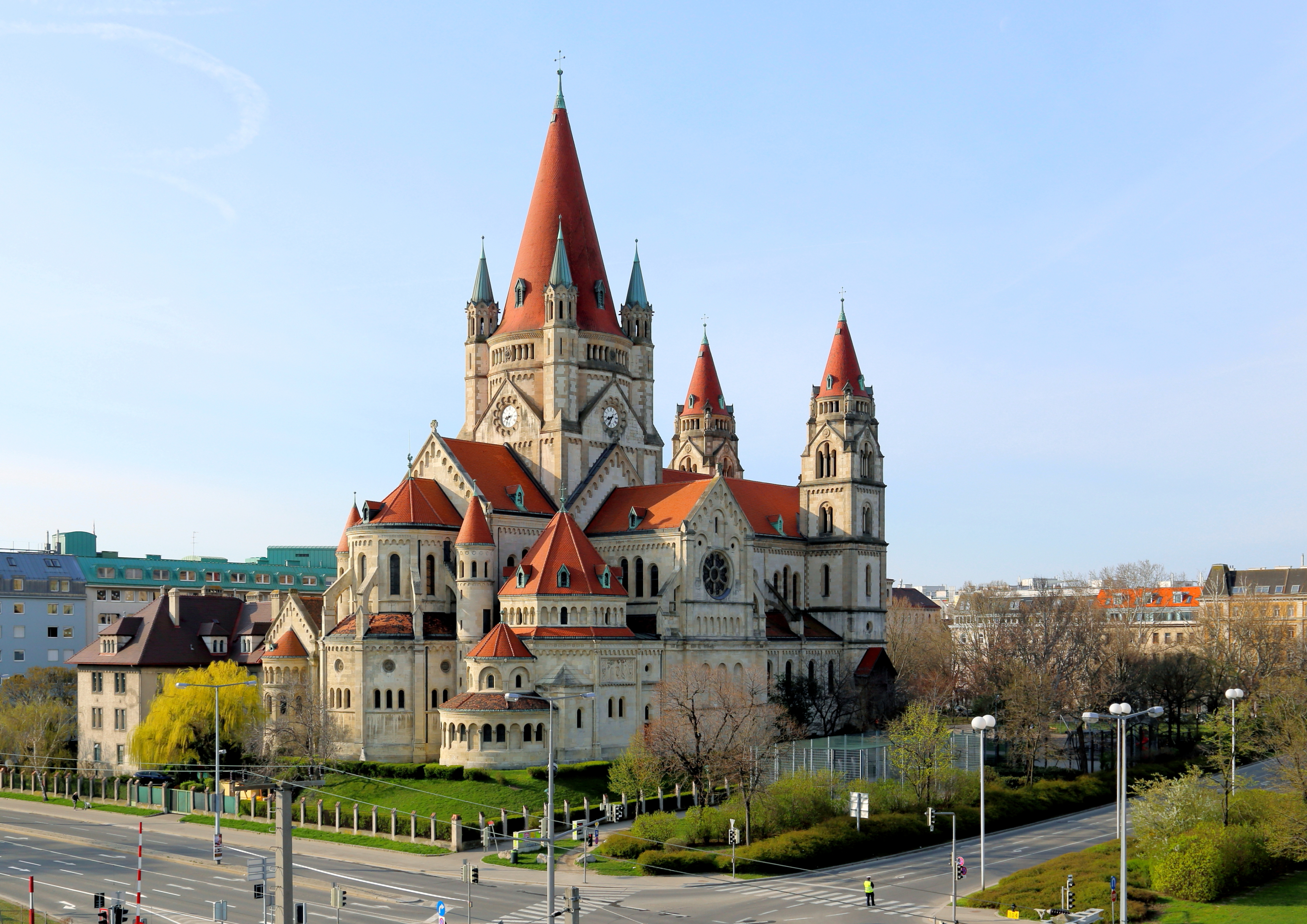
Franz-von-Assisi-Kirche in Wien (1902–1913); Fertigstellung nach dem Tod von Victor Luntz

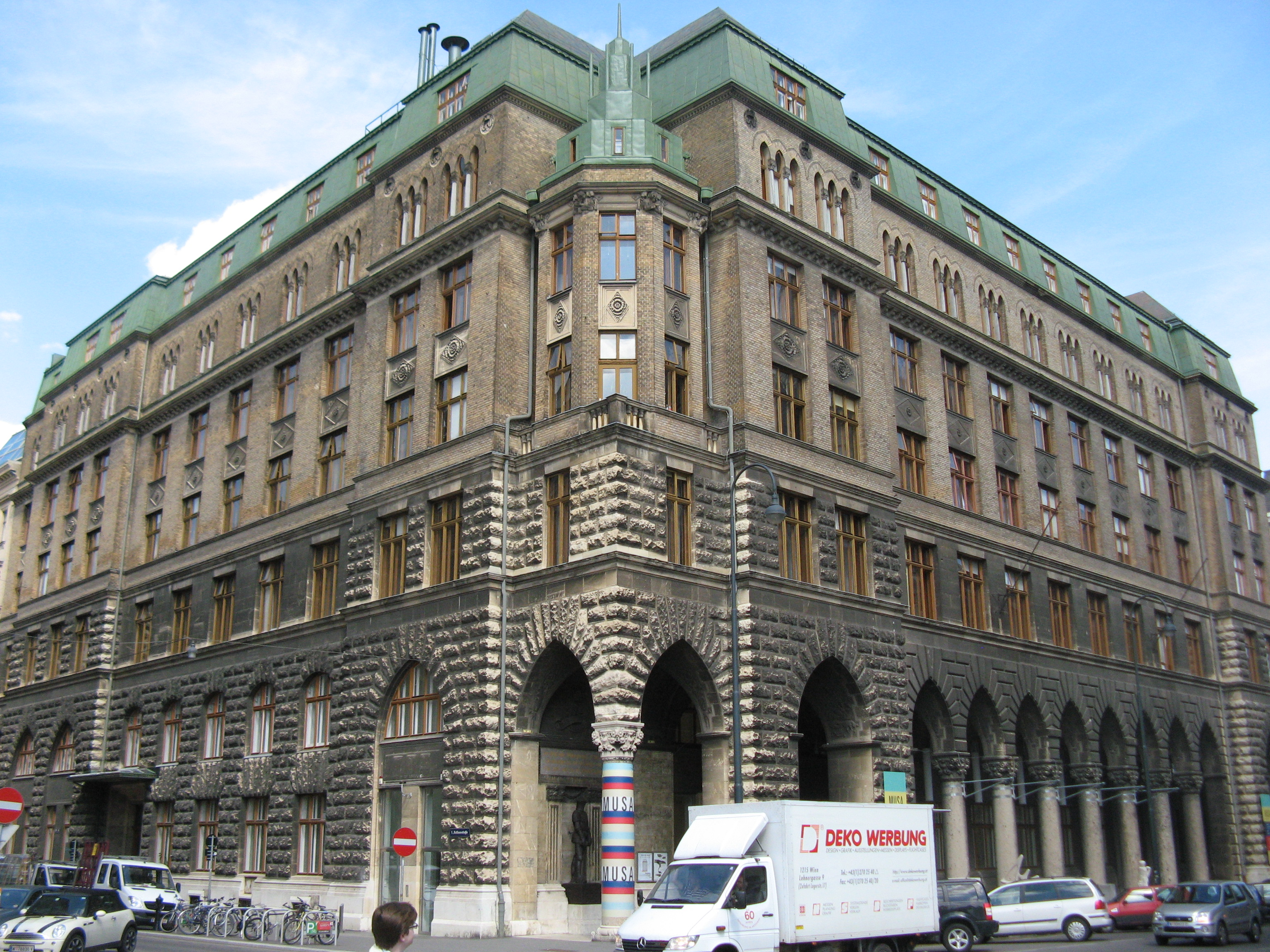
Amtshaus in Wien (1913–1918)

August Kirsteins Vater war Steinmetz am Kölner Dom, sein Bruder Otto wurde Schriftsteller. August Kirstein absolvierte das Gymnasium in Ratibor, Oberschlesien, dann zwei Lehrjahre bei den renommierten Architekten Kyllmann und Heyden in Berlin. 1875 legte er die Matura an der Staatsgewerbeschule in Wien ab und studierte ab 1876 an der Wiener Kunstakademie bei Dombaumeister Friedrich von Schmidt. Schmidt, mit dem schon Kirsteins Vater während seiner Kölner Zeit befreundet gewesen war, wurde zur bestimmenden Figur für August Kirstein, der letztlich selbst 1921 zum Dombaumeister von St. Stephan ernannt wurde.
In Schmidts Atelier war Kirstein zunächst vor allem mit der Bauaufnahme mittelalterlicher Kirchen und der Erstellung von Restaurierungsplänen im Sinne der historistischen „verbessernden Restaurierungen“ des 19. Jahrhunderts beschäftigt. 1882 wurde Kirstein Bauleiter der Arbeiten Schmidts am Dom in Fünfkirchen. Nach Friedrich von Schmidts Tod (1891) schloss Kirstein diese Restaurierung eigenverantwortlich ab.
Aus hauptsächlich finanziellen Gründen ging Kirstein 1892 mit Friedrich Ohmann ein „Compagnie-Verhältnis“ ein. Mit diesem errichtete er unter anderem 1901–1906 das Kaiser-Friedrich-Museum in Magdeburg und 1901–1904 das Römermuseum in Bad Deutsch-Altenburg, ein zweigeschoßiges Museumsgebäude in Stil einer romischen villa rustica. Seit 1902 im Besitz der österreichischen Staatsbürgerschaft, gestaltete Kirstein 1901–1909 die St.-Peter-und-Paul-Kathedrale in Brünn um. Nachdem der Architekt Victor Luntz während der Bauausführung der Wiener Franz-von-Assisi-Kirche im Jahr 1903 gestorben war, führte Kirstein den Bau zu Ende. Im Jahr 1915 wurde er Ehrenvorstand der Wiener Bauhütte und 1921 Dombaumeister des Stephansdoms. Während seiner Amtszeit wurden die von seinem Vorgänger Ludwig Simon begonnenen Sanierungsarbeiten am Nordturm und am Südturm zum Abschluss gebracht. In den 1930er Jahren war er an der Restaurierung der Kirche Maria am Gestade beteiligt.
Kirstein erhielt zahlreiche Auszeichnungen und Ehrungen. Er wurde auf dem Helenenfriedhof in Baden bei Wien begraben.

## Bauten (Auswahl)
- 1882–1891: Restaurierung des Kathedrale St. Peter und Paul in Fünfkirchen (Pécs)
- 1901–1904: Museum Carnuntinum in Bad Deutsch-Altenburg, Badgasse 42 (mit Friedrich Ohmann)
- 1901–1906: Kaiser-Friedrich-Museum in Magdeburg (mit Friedrich Ohmann)
- 1901–1909: Umbau der St.-Peter-und-Paul-Kathedrale in Brünn
- 1902–1913: Fertigstellung der Franz-von-Assisi-Kirche in Wien
- 1908: Archäologisches Museum Split (Spalato) (mit Friedrich Ohmann)
- 1914–1916: Amtsgebäude in Wien, Rathausstraße 14–16 / Felderstraße 6–8 / Ebendorferstraße 1
- 1923–1924: Altes Krematorium in Brüx (Most), Pod Koňským vrchem 1433/1 (ausgeführt durch Anton Switil)[3]
- 1923–1925: Pfarrkirche des hl. Antonius von Padua in Strasshof in Niederösterreich
- 1930er Jahre: Restaurierung der Kirche Maria am Gestade in Wien